# 各務原にんじん
各務原にんじん（かかみがはらにんじん）とは、岐阜県各務原市で栽培されているにんじんの通称名である。全国でも珍しい二期作を行っており、各務原市の特産品になっている。各務原にんじんと姉妹都市の韓国春川市の特産物である松の実を使用することを条件とする「各務原キムチ」が2005年に開発された。

## 概要
「向陽2号」と「彩誉」が栽培されている。
春夏にんじんと冬にんじんの作付面積を合わせると163ha、出荷量5,090トン、生産戸数144戸、一戸当たりの平均作付面積は1.1ha、出荷量35.3トンである。
産地は各務原市の鵜沼地区。各務原台地の東下に位置し、木曽川が運んできた砂の多い土地。都市近郊農業として発展してきたが、昭和60年以前からの多肥による品質の低下が問題となり、施肥方法の根本的な改善が必要となった。また、同時期に、硝酸態窒素による地下水汚染が問題視された。
近年は連作障害回避のため、化学肥料の使用を減らし、産地をあげて減農薬栽培に取り組んでいる。
各務原にんじんを使った料理として、鵜沼地区の郷土料理の「金魚めし」がある。ご飯と一緒に炊き込んだにんじんが金魚のように見えることからそう呼ばれている。

## 歴史
- 明治時代末頃 - 市内東部に位置する鵜沼地域の砂壌土地帯にて、長根にんじんが栽培されてきた。
- 1962年（昭和37年） - 短根にんじんが導入され、各務原台地の黒ぼく土壌でも良質なにんじんが生産されることがわかり、それまで主要作物であった加工用かんしょに変わり、急速に作付け面積が伸びた。
- 1966年（昭和41年）頃 - 冬にんじんの前作としてUS4寸等の品種を使用して、3月中旬播種6月下旬収穫作型で、春夏にんじんの試作を開始。
- 1968年（昭和43年）頃 - 小トンネル被覆により、播種期を早め、現在のような栽培が始まった。
- 1967年（昭和42年） - 冬にんじんが国の野菜指定産地となる。
- 1970年（昭和45年） - 春夏にんじんが国の野菜指定産地となり、栽培面積・出荷量とも増加した。
- 1985年（昭和60年）頃 - 生産者の高齢化・後継者不足等により、栽培面積はやや減少傾向となっている。
- 1988年（昭和63年） - 加工品のジュース「にんじん村」を発売した。各務原市の推奨を受けている。
- 1991年（平成 3年）8月 - 予冷庫建設の提案と陳情がされる。
- 1993年（平成 5年）4月 - 集荷予冷施設が完成する。
- 2008年（平成20年） - 市内東部から北部地域を岐阜中流用水が通水し、圃場が拡大した。

## 作業日程
春夏にんじんの場合
- 12月から翌年2月 - 播種及びトンネル被覆を行い保温しながら発芽をさせる。
- 3月下旬から4月 - 間引きを行うとともにトンネルを除去し、中耕・土寄せし、防除も同時に実施する。
- 5月から7月上旬 - 収穫が続くが、5月下旬から6月中旬が最盛期となる。梅雨時期と収穫期が重なると品質の低下につながるので非常に気を遣う。特に、冬にんじんの場合は播種時期が夏場なので、用水などが整備されていない圃場では灌水作業に気を遣う。